# Puente de Itsas Aurre
El puente de Itsas Aurre, o Itxas Aurre, conocido popularmente como puente de Calatrava, es un puente construido por el arquitecto e ingeniero Santiago Calatrava ubicado en la localidad vizcaína de Ondárroa, en el País Vasco en España.
El puente está construido en acero y cruza la ría que el río Artibai forma en su desembocadura en el mar Cantábrico. Es un puente de arco tirante de acero con una luz de 71,50 metros de longitud y una altura de 13 metros. El arco, de sección triangular constante, separa un tablero en semicircunferencia elevada de uso exclusivamente peatonal de otro recto y llano de uso mixto, con una calzada de dos carriles y una acera de 3 metros de anchura. La unión entre el arco de sustentación y los tableros se resuelve mediante un sistema de vigas rígidas y de cables pareados de acero.
Se construyó como parte de la nueva entrada al puerto de la localidad, uno de los más importantes puertos pesqueros del País Vasco, planteada en 1994 para evitar el tránsito de vehículos por el centro histórico de la población. Fue diseñado por  Santiago Calatrava  y para su construcción se realizó el rellenado de la parte de la ría donde  iba a pasar el puente, procediendo, un a vez finalizado, a la apertura del ojo del mismo y cierre del resto del cauce, que conforma en la actualidad la plaza Itsas aurre.
Fue inaugurado en el año 1994 y fue la primera obra del ingeniero y arquitecto valenciano en Euskadi. Posteriormente le seguirían la ampliación del Aeropuerto de Bilbao y el puente Zubizuri de la capital vizcaína.